# 愛川欽也の探検レストラン
『愛川欽也の探検レストラン』（あいかわきんやのたんけんレストラン）は、1984年10月18日から1987年3月28日までテレビ朝日系列局（一部を除く）で放送されていたテレビ朝日制作の料理バラエティ番組である。キリンビールと系列各社による単独提供で、「KIRIN WORLD」を副題に冠していた。

## 概要
司会は愛川欽也が担当。予告編で常に愛川が「何でも食べて実験する」と言っていたように、単なる料理番組やグルメ番組の領域にとどめず、新しい料理レシピや店舗メニューの開発・プロデュース等、実験的な内容を積極的に放送していた。現在では当たり前となったテレビ番組のラーメン特集は、この番組が最初である。また、テレビ朝日旧局舎（六本木センター）内に「たべたか楼」というレストランを造り、番組自体が終了した後も2000年春の同センター取り壊しまで営業を続けていた。番組でキリンと開発したハートランドビールは、現在も製造・販売が続けられている。
テレビ局・ラジオ局・新聞社・出版社の美味い食堂を紹介する「マスコミ食堂大戦争」という企画で、各局が映ったことがある。ただし、NHKだけは取材当時局内食堂設備のリニューアル工事を行っていたため、放送局の建物は映ったものの紹介することができなかった。このとき、リポーターの香坂みゆきが取材中にフジテレビ『森田一義アワー 笑っていいとも!』のテレフォンショッキングで友達の輪が回ってきたため、「いいとも！」と叫んでいた姿がテレビ朝日系列局で放送された。
番組は1987年春、放送枠を1時間に拡大した生放送番組『Eat9』に発展する形で終了した。

## スタッフ
- ナレーター：武田広
- 協力：愛川企画室
- 構成：出倉宏
- テーマ音楽：小田裕一郎
- ディレクター：玉井愛美子（テレビ朝日） ほか
- プロデューサー：村居義弘（テレビ朝日）
- チーフプロデューサー：田川一郎（テレビ朝日）
- 制作プロダクション：イースト、フルハウステレビプロデュース、東映、武市プロダクション ほか
- 制作著作：テレビ朝日

## 主な番組企画
- 荻窪ラーメン（「佐久信」リニューアル計画）
- 小淵沢駅駅弁プロジェクト - 料理評論家の山本益博らが中央本線小淵沢駅の新駅弁を作ろうという企画。同駅の駅弁業者丸政が「元気甲斐」を発売。
- おそばのそば屋長寿庵 - 東京都内に多いそば屋の屋号「長寿庵」を名乗る全店を対象に、系列や暖簾分けの系統に関わらずプロデュース。また、都内の「長寿庵」各店で使える食事券を発行したり、毎月15日を「おそばの日」と決めたりした。
- 地下鉄駅弁プロジェクト（表参道駅「PAC-CICA」＝パクチカ） - 地下鉄で食べられる弁当をコンセプトに開発。内容は、中身の違う数個の揚げおむすび。
- たべたか楼
- ハートランドビール（キリンビール）

## 放送時間・ネット局
1985年9月26日までは毎週木曜 22:00 - 22:30 （日本標準時）に放送されていたが、『ニュースステーション』の放送開始を受けて同年10月12日からは毎週土曜 19:30 - 20:00 の放送となった。
- 朝日放送は土曜のこの時間帯に『部長刑事』を放送していたため、土曜 17:55 - 18:25 での先行ネットを行っていた。
- 広島ホームテレビでは土曜時代、時折プロ野球広島東洋カープ主催試合の中継を放送する関係で後日の遅れネットとすることがあった。
- クロスネット局ではあったが日本テレビ系列の番組を優先的にネットしていた青森放送・山形放送・テレビ信州[1][2]・日本海テレビ[3]・山口放送は本番組をネットせず、木曜プライムタイム時代には同時間帯で読売テレビ製作の『木曜ゴールデンドラマ』を、土曜ゴールデンタイム時代には土曜ナイター（主に読売ジャイアンツ主催試合と阪神タイガース・広島東洋カープ主催の巨人戦）もしくは単発特別番組を放送していた。ただし、日本海テレビの放送対象地域である鳥取県と島根県（山陰準広域圏）ではTBS系列の山陰放送がネットしていたため、このエリアでは視聴が可能であった。
- 当時フジテレビ系列とテレビ朝日系列のクロスネット局だったテレビ熊本は木曜時代は同時ネットしていた[4]。
- 系列外では、TBS系列の北陸放送（日曜10:00枠[5]でのスポンサードネット、途中打ち切り）や前述の山陰放送、日本テレビ系列の北日本放送（土曜 7:00 - 7:30枠[6]→日曜 15:25 - 15:55（1987年3月29日で終了）[7]）、四国放送（1985年10月時点で火曜11:00 - 11:30[8] ）、高知放送がネットしていた。他にも、当時テレビ朝日系列と日本テレビ系列とフジテレビ系列のクロスネット局であったテレビ大分がネットしていた。